# Pare Cissé
Pare Cissé est une localité du nord-ouest du Sénégal.

## Administration
Pare Cissé fait partie de l'arrondissement de Mbédiène dans le département de Louga (région de Louga).

## Géographie

### Population
Selon le PEPAM (Programme d'eau potable et d'assainissement du Millénaire), Pare Cissé compte 348 personnes et 33 ménages.

### Économie
Un CRE (Centre de ressources éducationnelles) a été implanté à Pare Cissé.